# Seis años, tres meses y doce días
Seis años, tres meses y doce días (spanisch für ‚Sechs Jahre, drei Monate und zwölf Tage‘) ist ein Schweizer Kurzspielfilm aus dem Jahr 2024. Regie führten Ilja Baumeier und Kathrin Wüscher, basierend auf einem Drehbuch von Ilja Baumeier. Produziert wurde der Film von Moonbird Pictures. Die Hauptrollen spielen Adriana Möbius, Ilja Baumeier und Kaija Ledergerber. Der Film erzählt die Geschichte eines Vorstellungsgesprächs, das überraschende Enthüllungen über die Vergangenheit der Figuren ans Licht bringt.

## Inhalt
Der Kurzfilm Seis años, tres meses y doce días spielt in einer eleganten Villa, in der Paul und seine Frau Anna ein Vorstellungsgespräch mit Mirella führen, die sich für eine Stelle im Haushalt bewirbt. Während des Gesprächs kommt eine tief verborgene Verbindung zwischen Paul und Mirella ans Licht, als das kleine Mädchen Elisa erscheint, das Paul ähnlich sieht. Die Enthüllung führt zu einer Reflexion über Pauls Vergangenheit und seine Beziehung zu Mirella.

## Produktion
Der Film wurde von Moonbird Pictures produziert. Ilja Baumeier schrieb das Drehbuch und führte gemeinsam mit Kathrin Wüscher Regie. Die Kameraführung übernahm Philippe Jost. Gedreht wurde in Cinemascope mit Redcode RAW 6K, und die Lauflänge beträgt 7 Minuten und 38 Sekunden.

## Festivalauftritte und Auszeichnungen
Seis años, tres meses y doce días wurde auf mehreren internationalen Filmfestivals gezeigt und gewann drei Auszeichnungen:
- SHORTS Costa Rica, (Special Mention, März 2025, Costa Rica)[2]
- Festival de Cine Premios Lorca, (Nominiert als Best International Short Film 15.11.-23.11.2024. Spanien)[3]
- Festival Internacional de Cine de Pilar de la Horadada (11.11.-15.11.2024, Spanien)[4]
- Evolution Mallorca International Film Festival (30. Oktober bis 5. November 2024, Spanien)[5]
- Navarra International Film Festival (Gewinner NIFF Silver Award for Best Direction 19.09.-21.09.2024, Navarra)[6]
- Zafic Festival (4. bis 8. September 2024, Kolumbien)[7]
- SOL International Film Festival (11. bis 13. Juli 2024, Spanien)[8]
- Cine del Mar (10. bis 14. Juli 2024, Uruguay)[9]
- Blanes-Costa Brava International Film Festival (11. bis 18. Mai 2024, Spanien)[10]
- Västerås Film Festival (Gewinner International Short Film Drama, 8. bis 12. Mai 2024, Schweden)[11]
- Alexandria Short Film Festival[12] (Special Mention, 25. bis 30. April 2024, Ägypten)
- Skyline Benidorm Film Festival (13. bis 20. April 2024, Spanien)[13]